# Tanacetum krylovianum
Tanacetum krylovianum — вид рослин з роду пижмо (Tanacetum) й родини айстрових (Asteraceae); поширений у центральній і північній Азії.

## Опис
Багаторічна трава заввишки 30–70 см. Стебла поодинокі або скупчені, прямостійні, мало розгалужені чи ні, дуже рідко ворсисті. Прикореневі й нижні стеблові листки на ніжці й мають пластини вузько еліптичні, 5–20 × 2–5 см, 2-перисторозсічені, обидві поверхні зелені, дуже рідко волосисті або голі; первинні бічні сегменти 7–12-парні; кінцеві сегменти косо трикутні, ланцетні, широко-лінійні або лінійні. Середні та верхні стеблові листки схожі, дрібні, сидячі. Квіткові голови по 1–3 у суцвітті. Язичкові квітки білі, верхівка 2- або 3-зубчаста. Сім'янки ≈ 2.5 мм. Період цвітіння й плодоношення: серпень — вересень.

## Середовище проживання
Поширений у Сіньцзяні (Китай), Казахстані, Монголії, Красноярському краї й Алтаї (Росія). Населяє лісові підліски, лужні ґрунти.